# 卡拉耶蘭
卡拉耶蘭是土耳其的城鎮，位於該國南部，由哈塔伊省負責管轄，距離伊斯肯德倫16公里，海拔高度25米，主要農產品有柑桔和穀物，2011年人口10,628。